# كينيث فوكس
كينيث فوكس (بالإنجليزية: Kenneth Fuchs)‏ هو موزع وملحن أمريكي، ولد في 1 يوليو 1956 في الولايات المتحدة.

## وصلات خارجية
- الموقع الرسمي
- كينيث فوكس على موقع ميوزك برينز (الإنجليزية)
- كينيث فوكس على موقع أول ميوزيك (الإنجليزية)
- كينيث فوكس على موقع ديسكوغز (الإنجليزية)